# (2633) Bishop
(2633) Bishop es un asteroide perteneciente al cinturón de asteroides, descubierto el 24 de noviembre de 1981 por Edward Bowell desde la Estación Anderson Mesa (condado de Coconino, cerca de Flagstaff, Arizona, Estados Unidos).

## Designación y nombre
Designado provisionalmente como 1981 WR1. Fue nombrado Bishop en honor a George Bishop astrónomo y mecenas de la astronomía.